# Вершинка (Волгоградская область)
Вершинка (также Кауц, нем. Kautz) — исчезнувшее село в Жирновском районе Волгоградской области, располагалось на территории Алешниковского сельского поселения.
Село находилось в лесостепи, в пределах Приволжской возвышенности, являющейся частью Восточно-Европейской равнины, в балке в бассейне реки Карамыш, выше села Алешники.
Расстояние до районного центра города Жирновск составляло около 40 км, до областного центра города Волгоград - 320 км.

## Название
Названо по фамилии первого старосты (форштегера). По указу от 26 февраля 1768 года о наименованиях немецких колоний получила официальное название Вершинка. 

## История
Вызывательская колония Дебофа. Основана 20 мая 1767 года. Основатели — 28 семей, выходцы из Пфальца. До 1917 года - немецкая колония сначала Норкского колонистского округа, а после 1871 года Олешинской волости Камышинского уезда Саратовской губернии.
Село относилось сначала к евангелическому приходу Мессер, затем Диттель. Деревянная церковь была построена в 1887 году. В колонии имелись: мельницы, ткачество сарпинки, веялочное производство, кожевенные заводы, столярное дело. В 1893 году открыта земская школа
В советский период - немецкое село сначала Медведицкого района Голо-Карамышского уезда Трудовой коммуны (Области) немцев Поволжья; с 1922 - Медведицко-Крестово-Буеракского (в 1927 году переименован во Франкский) кантона АССР немцев Поволжья; административный центр Кауцского сельского совета (в 1926 году в сельсовет входило одно село Кауц). В голод 1921 года родилось 83 человека, умерло 130. В 1926 году имелись кооперативная лавка, сельскохозяйственное кредитное товарищество, начальная школа, передвижная библиотека. В период коллективизации организованы колхозы имени Молотова.
В 1927 году постановлением ВЦИК "Об изменениях в административном делении Автономной С.С.Р. Немцев Поволжья и о присвоении немецким селениям прежних наименований, существовавших до 1914 года" селу Вершинка Франкского кантона возвращено название Кауц.

В сентябре 1941 года немецкое население было депортировано. После ликвидации АССР немцев Поволжья село, как и другие населённые пункты Франского кантона (кантон преобразован в Медведицкий район), вошло в состав Сталинградской области. Решением облисполкома от 31 марта 1944 года № 10 § 30 «О переименовании населённых пунктов Сталинградской области, носящих немецкие названия» село Кауц Медведицкого района было вновь переименовано в село Вершинка. С 1959 года - в составе Жирновского района Сталинградской (с 1961 года - Волгоградской) области. Село Вершинка исключено из учётных данных Решением исполкома Волгоградского облсовета от 10 января 1973 года № 2/21 «Об исключении из учетных данных населенных пунктов области».

## Население
Динамика численности населения по годам:
| 1767 | 1773 | 1788 | 1798 | 1816 | 1834 | 1850 | 1859 | 1886 | 1897 | 1911 | 1920 | 1922 | 1926 | 1931 |
| ---- | ---- | ---- | ---- | ---- | ---- | ---- | ---- | ---- | ---- | ---- | ---- | ---- | ---- | ---- |
| 107  | 141  | 180  | 223  | 392  | 672  | 1007 | 1360 | 1428 | 1583 | 1559 | 1695 | 1511 | 1657 | 1790 |

В 1931 году немцы составляли 100 % населения села.